# Reissert吲哚合成
Reissert吲哚合成（Reissert indole synthesis）
从邻硝基甲苯和草酸二乙酯合成吲哚及其衍生物。
用乙醇钾的反应效果较乙醇钠为好。

## 反应机理
首先邻硝基甲苯与草酸二乙酯反应生成邻硝基苯基丙酮酸乙酯，接下来用锌-乙酸处理该产物，使之发生还原环化，得吲哚-2-羧酸。吲哚-2-羧酸还可脱羧产生无取代的吲哚。